# Onthophagus pseudoschultzei
Onthophagus pseudoschultzei é uma espécie de inseto do género Onthophagus, família Scarabaeidae, ordem Coleoptera.
Foi descrita cientificamente por Josso & Prévost em 2000.